# Qu Dongyu
Qu Dongyu (屈冬玉), né en octobre 1963 à Yongzhou, est un homme politique chinois. 
Il est directeur général de l'Organisation des Nations unies pour l'alimentation et l'agriculture (FAO) depuis le 1er août 2019.

## Biographie
Il est vice-ministre de l'Agriculture et des Affaires rurales (en) de la république populaire de Chine de 2015 à 2019.
En juin 2019, il est élu à la tête de l'Organisation des Nations unies pour l'alimentation et l'agriculture (FAO), et prend ses fonctions le 1er août suivant, succédant au Brésilien José Graziano da Silva.

## Décorations
2021 : docteur honoris causa de l'université de Liège.